# マックスペイン
『マックス ペイン』（原題：Max Payne）は、2001年に販売されたサードパーソン・シューティングゲームで、マックスペインシリーズの第1作目。制作はレメディー・エンターテインメント、販売はギャザリング・オブ・デベロッパーズ。元ニューヨーク市警の刑事で、現在は麻薬取締局（DEA）の覆面捜査官であるマックス・ペインを主人公とし、家族が殺された事件の真相を捜査する中で、原因となった新型ドラッグ「ヴァルキア」を巡り、大手製薬会社、犯罪組織（マフィア）、秘密結社、米軍などが関与する大規模かつ複雑な陰謀に巻き込まれていく。
ゲームの特徴として、操作面では香港アクション映画、特にジョン・ウーの映画作品に大きく影響を受けており、映画『マトリックス』で広く知られるようになった「バレットタイム」システムが採用されている初期のアクションゲームの1作である。また、ステージの幕間では、ミッキー・スピレーンなどのハードボイルド探偵小説からインスピレーションを得た、ボイスオーバー付きの、ハードなネオ・ノワール的なコマ割りされたグラフィックノベルの絵で物語展開が説明されていく。また北欧神話、特にラグナロックへの暗示が多く含まれており、作中に登場する用語のいくつかは北欧神話由来である。
2001年7月にWindows版がリリースされた後、ロックスター・ゲームスによって同年12月にPlayStation 2版とXbox版がリリースされた。また2002年7月にはFeral Interactiveによって移植されたMac版がリリースされた。日本語版はまずWindows版がP&Aより2001年8月10日にリリースされた後、音声なども日本語に吹き替えたPlayStation 2版がエレクトロニック・アーツよりリリースされた。
本作は、その刺激的なガンプレイとノワール的ストーリテリングが高い評価を受け、史上最高のビデオゲームの1作として挙げられる。2001年のBAFTA賞のBest PC Game of 2001を含む多くの賞を受けた。この成功によって2003年の続編『Max Payne 2: The Fall of Max Payne』を皮切りにシリーズ化され、2008年には本作を原作とする映画『マックス・ペイン』が公開されている。
アイソメトリック視点を特徴とするオリジナルのゲームプレイ要素をほとんど残したゲームボーイアドバンス版が2003年12月にリリースされた。また、2009年にXbox 360版、2012年にPlayStation 3版、2016年にPlayStation 4版、2021年にXbox One版とX/S版がリリースされている。2022年には本作と続編のリメイク版が開発中であることが発表された。

## ゲーム内容
『マックス ペイン』はサードパーソン・シューティングゲームであり、プレーヤーは麻薬取締局（DEA）の覆面捜査官で、家族を殺された復讐を誓う主人公マックス・ペインを操作する。本作の特徴は銃撃戦の際に弾丸の速度が肉眼で確認できるほど遅くなる「バレットタイム」システムであり、これを利用したゲームプレイが中心となる。マックスの動きも遅くなるが、プレイヤーはこれを利用して敵への反応時間が多く取れたり、作戦を立てられるようになる。
プレイヤーが使える武器は当初は拳銃（9mmベレッタ）のみだが、ゲームの進展に伴い使える武器が増える。また、種類によって二丁拳銃（二刀流）も可能であり、弾薬の消費は増すが、攻撃力を上げることができる。ライフゲージは鎮痛剤で回復可能であり、これはステージ内の医療用キャビネットなどの場所に置かれており、時に倒した敵が所持しているものを奪うこともある。
敵AIは、スクリプトコマンドに依存し、敵が行う行動（身を隠す、逃げる、手榴弾を投げるなど）のほとんどはスクリプト化されている。
ステージは直線的（リニア）であり、しばしば小規模なプラットフォームエリアや、謎解き要素が盛り込まれている。各ステージの間には、ボイスオーバー付きのグラフィックノベル調の幕間劇が展開される。
難易度は標準的な「Fugitive」以外に、ダメージが増加し、体力と弾薬の回復が制限されている「Hard-Boiled」、チャプターごとに7回しかセーブできない「Dead on Arrival」、決められた時間内に各チャプターをクリアしなければならない「New York Minute」がある。「Dead on Arrival」をクリアすると「The Last Challenge」（バージョンによって「End Combat」や「Final Battle」とも）がアンロックされ、最初から一定量の鎮痛剤と弾薬、武器が与えられた状態で補給なしでクリアしなければならない。

## プロット
ニューヨーク市警の刑事であったマックス・ペインは、3年前に最愛の妻ミシェルと生まれたばかりの娘ローズを武装した薬物中毒者に殺害され、麻薬取締局（DEA）の覆面捜査官になったという過去を持つ。そして復讐のため、中毒者が用いていた謎多き新型ドラッグ「ヴァルキア」の製造者を追っていた。
2001年、ニューヨーク。ヴァルキア密売の元締めであるマフィア、パンチネロ・ファミリーに潜入捜査していたマックスは、DEAの上司B.B.より、市警時代の同僚刑事アレックス・ボルダーと地下鉄の駅で会うように指示を受ける。指定された場所で偶然にもファミリー幹部のジャック・ルピーノの手下たちが銀行強盗を計画している現場に出くわし、銃撃戦となる。遅れて現場にやってきたアレックスはマックスの目の前で何者かに射殺され、マックスに濡れ衣が着せられる。さらに彼が潜入捜査官であることを唯一知るB.B.は沈黙したためにマックスは自分が現役警官と証明できなくなり、一方でマフィアはマックスが潜入捜査官と知ったために命を狙い始め、マックスは警察とマフィア双方から狙われる身となる。
まず、マックスは原因となったルピーノの行方を知るため、彼の側近ヴィニー・ゴニッチの身柄を抑える。ゴニッチを尋問してルピーノの居場所を聞き出すと、彼がいるナイトクラブに向かうが、特に有用な情報は得られず彼を殺す。その後、マックスは、ファミリーのドンであるアンジェロ・パンチネロの義理の妹でファミリーと契約する女殺し屋モナ・サックスと出会う。実はモナは、姉を虐待するアンジェロに復讐を企てており、その邪魔になりそうなマックスにヴァルキア入りの酒を飲ませる。マックスは、ドラッグの効果によって家族が殺された夜の悪夢を体験し、その酩酊状態の中でマフィアたちに捕まってしまう。
隙を見てアジトから逃げ出したマックスは、ファミリーと敵対するロシアンマフィアのドンであるウラジミール・レムの協力を求める。レムの情報を元に、マックスは銃器を手に入れ、アンジェロの身柄を狙う。アンジェロもマックスを返り討ちにしようと策を練る中、最終的にマックスはアンジェロの邸宅を襲撃し、彼を追い詰める。ところが、アンジェロもまた大きな陰謀の一部に過ぎず、彼が黒幕の名を明かそうとした瞬間、別の武装勢力に場は襲撃され、アンジェロは殺されてしまう。さらに襲撃者たちは、事故に見せかけて殺すため、マックスにヴァルキアを注射で過剰投与してその場に放置する。再びマックスは悪夢を体験するが一命は取り止める。
謎の襲撃者たちの行方を追って、マックスは彼らが集まる古い鉄鋼所跡に潜入する。その地下で隠された軍事研究施設を発見し、ヴァルキアの正体が湾岸戦争時代に行われたヴァルハラ計画の産物であったことを知る。プロジェクトは数年で廃止されたが、謎の女ニコール・ホーンが大手製薬会社エーシルを通して開発を続け、密かに流通させていたのだった。さらに3年前の事件も、偶然ミシェルがエーシル社の違法実験を知ってしまったことに対する口封じで、意図的に引き起こされたものと判明する。侵入者に気づいたエーシル社は証拠や目撃者を消すため人員ごと施設を自爆させるが、マックスは辛くも脱出に成功する。
B.B.がホーンに雇われ、意図的にマックスにアレックス殺しの罪をなすりつけたことを突き止めたマックスは彼を殺害する。自分が正規の警官だと身の証を立てる手段を完全に失い悩むマックスは、謎の男アルフレッド・ウォーデンの接触を受ける。秘密結社「インナーサークル」の指導者である彼は、ホーンがかつて結社のメンバーであったことを明かし、裏切り者の彼女を殺害すれば、アレックス殺しの容疑を晴らしてやると持ちかける。取引が結ばれたところで2人はホーンの部下たちの襲撃を受け、マックスは逃げるがウォーデンの生死はわからない。ホーンを殺すためエーシル本社に突入したマックスは、ホーンの部下や彼女に雇われたモナを返り討ちにするなどしながら上階へと向かう。万策尽きたホーンは屋上のヘリポートからヘリで脱出を図るが、マックスはワイヤーを切って屋上のアンテナ塔を倒してヘリにぶつけ彼女を殺害し復讐を果たす。
間もなく現場にかけつけてきたニューヨーク市警にマックスは大人しく降伏する。マックスは勾留されるが、現場に集まった群衆の中にウォーデンがいることに気づいて微笑み、マックスの無実が証明される契約が果たされることが示唆されゲームは終わる。

## 登場人物

### 主人公とその協力者
マックス・ペイン（Max Payne）
声 - 小杉十郎太
主人公。かつてはニューヨーク市警北分署の刑事だった。3年前、ヴァルキアと呼ばれるドラッグに犯されたジャンキー達に妻子を惨殺されたことがきっかけでDEAへ異動。復讐の鬼と化す。
モナ・サックス（Mona Sax）
声 - 堀越真己
女殺し屋。アンジェロを殺そうとしている。アンジェロ・パンチネロの妻、リサ・パンチネロは双子。
アレックス・ボルダー（Alex Balder）
DEAの捜査官。かつてはNYPDに所属しており、マックスの相棒だった。ストーリーの序盤で何者かに殺害され、マックスはアレックス殺しの濡れ衣を着せられる。
B.B.
声 - 大川透
DEAの捜査官。捜査本部からの情報を潜入捜査官に提供する窓口役。アレックスを除けば、潜入捜査中のマックスの本当の身分を知る唯一の人物。
ウラジミール・レム（Vladimir Lem）
声 - 大川透
ロシアンマフィアのボス。パンチネロ・ファミリーとは対立しているため、マックスにも協力的。

### パンチネロ・ファミリー
アンジェロ・パンチネロ（Angelo Punchinello）
声 - 宝亀克寿
パンチネロ・ファミリーのドン。臆病者。
ジャック・ルピーノ（Jack Lupino）
声 - 中田譲治
幹部。ヴァルキアの取引を行っている。宗教にハマっており、気が触れてしまっている。
ヴィニー・ゴニッチ（Vinnie Gognitti）
声 - 坂東尚樹
ルピーノの側近で、商売を取り仕切っている。ビジネスセンスは良いが、神経質で度胸が無く、口先だけで何もしない。
トリオ（The Trio）
アンジェロが信頼を置く3人組の殺し屋。
ボリス・ダイム（Boris Dime）
声 - 中田譲治
貨物船の船長。ロシアンマフィアを裏切り、パンチネロ側に寝返った。
フランキー・ナイアガラ（Frankie Niagara）
マフィアの一員。バットを使ってマックスを拷問する。
リコ・ムエルテ（Rico Muerte）
声 - 三宅健太
パンチネロ・ファミリーと繋がっている悪党。ゴニッチと商談の最中だった。
キャンディー・ドゥーン（Candy Dawn）
声 - 幸田夏穂
コールガール。リコと関係がある。
フィニート兄弟（Finito Brothers）
2人組のマフィア。サメみたいな笑いを浮かべる。安ホテルにてマックスを襲う。

### その他の人物
ニコール・ホーン（Nicole Horne）
声 - 一城みゆ希
謎の女性。武装集団を引き連れて現れ、ヴァルキア流通の黒幕について喋りかけたパンチネロを始末した。
アルフレッド・ウォーデン（Alfred Woden）
声 - 秋元羊介
マックスに接触を図る謎の人物。
ジム・ブラボーラ（Jim Bravura）
声 - 宝亀克寿
NYPDの副所長。アレックス殺しの罪でマックスを追い込み捕らえようとする。
カイラ・シルヴァー（Kyra Silver）
声 - 幸田夏穂
ニューヨークCNNニュースの女性アナウンサー。

## 開発
1995年に設立されたレメディー・エンターテインメントは、1996年末にスタジオ最初の作品となる『Death Rally』をリリースした後、次の作品のアイデア出しにおいて『ブラッドファクトリー』や『トゥームレイダー』の成功に触発され、サードパーソン・シューティングゲームを出すことを決めた。
本作のストーリーと脚本を担当したサム・レイクは、「出発点は私立探偵やハードボイルドな刑事が原型にある」とし、「より深く、より心理的な」ストーリーを用いたという。『Dark Justice』や『Max Heat』という仮題がつけられたプロジェクトは、すぐにゲームのプロトタイプとデザインドキュメントが作成され、これを読んだ3D Realmsと契約が結ばれて制作が開始された。
1999年にはデザイナーが舞台となるニューヨークのロケハンを行い、2人の元ニューヨーク市警の刑事をボディガード兼案内役として、環境のアイデアを得たり、マッピング用に何千枚もの写真を撮影した。

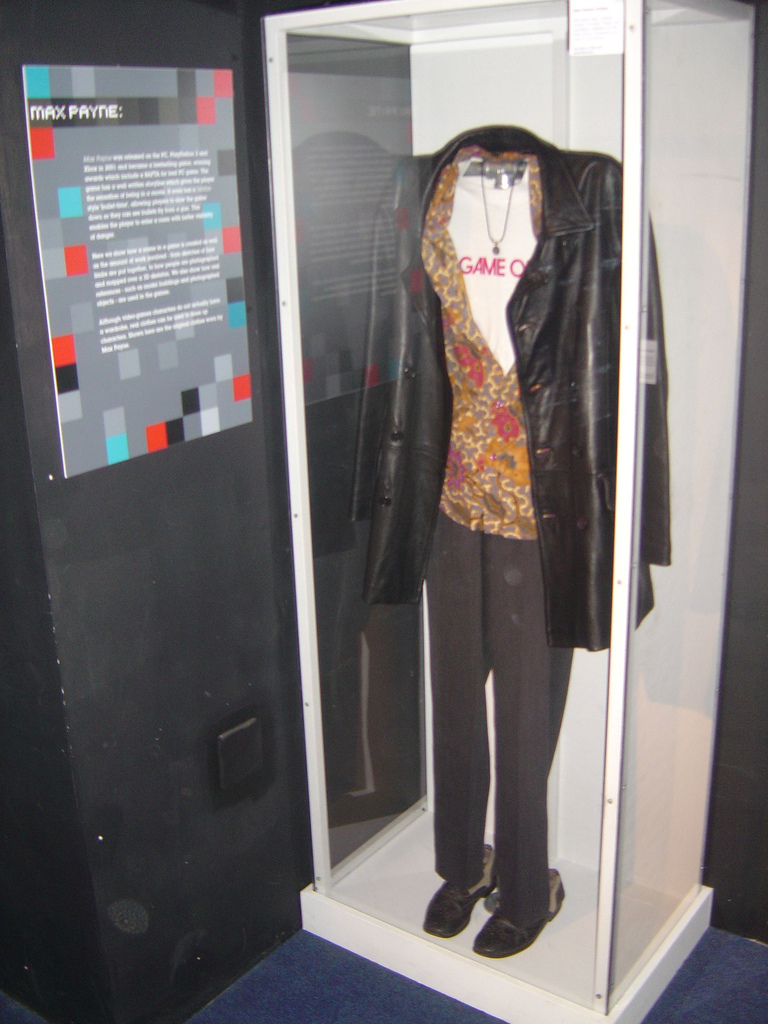
ロンドンのサイエンス・ミュージアムで行われた博覧会「ゲーム・オン」において展示されていたマックス・ペインの衣装。

本作のカットシーンの演出には、ボイスオーバー付きのコマ割りされたグラフィックノベルが採用された。これはよくあるフルアニメーションのシネマティクスよりも効果的であり、コストも減らせると判断されてのものであった。また、その解釈をプレーヤーに委ねることによって「そのニュアンスは読み手の頭の中にある（中略）ゲーム内のプリレンダリングのシネマティクスでさえ、そのレベルに達するのははるかに困難であろう」と指摘している。
加えてゲームの開発中にはプロットの変更が生じた場合にもコミックのコマ割を再編することは容易だとわかった。
「in-game」エンジンは、アクションシーンを含む一部のカットシーンで使用されている。音楽はKärtsy Hatakkaが担当した。
開発には、1997年初頭から作り始めた「MaxFX」（または「MAX-FX」）と名付けられた自社エンジンを用いた。これを用いた作品は本作とその続編のみであり、その中にはMaxFX用のステージエディタも含まれる。また、このエンジンはベンチマークソフトを製作するFuturemark社に「MAX-FX」としてライセンスされて、3DMark'benchmarkシリーズに用いられ、最終的に3DMark2001 Second Editionまで使われていた。
ゲームのストーリーや初期ステージでのプレイ内容を紹介する最初のトレイラーは1998年のE3で公開され、その革新的な内容と効果演出（特にMaxFXエンジンの3Dパーティクル・ベースによる煙と銃口の閃光）は大きな関心を集めた。ただ、3D Realmsのプロデューサーは、過度な宣伝は避けていたと述べている。
当初は1999年夏リリース予定であったが、何度も延期された。2000年には大きく見直され、特にグラフィックにおいて、よりリアルなテスクチャとライティングに改良された。同時にマルチプレイ要素は廃止された。最終的には2001年7月23日にWindows版としてリリースされた。
ゲーム内容は香港映画のアクション、特にジョン・ウー監督作品の影響を強く受けた。また、映画『マトリックス』との比較は避けられないがゆえに、むしろデザイナーは宣伝効果を狙って意図的に映画へのオマージュをいくつか散りばめた。例えば、銀行の金庫室に侵入するために、地下鉄のトンネルのドアを爆破するシーンは、映画での爆風で回転しながら吹き飛ぶエレベーターのドアを思い出させ、また、イントロダクションの「Nothing to Lose」ステージは、映画におけるロビーでの銃撃戦シーンに似ている。
先述した本作のゲームのエンジンを使用したFuturemark社の3DMark2001でも、『マトリックス』のようなロビーでの銃撃戦を含めていた。

### ゲームボーイアドバンス版
2003年にゲームボーイアドバンス（GBA）版がリリースされた。開発はメビウス・エンターテインメント（後のRockstar Leeds）。
これまでよりはるかに性能が低いプラットフォームへの移植であったがために、デザインは大きく異なり、スプライトを用いたグラフィックに、アイソメトリックな視点でキャラクターを操作するものであった。ただ、ストーリーについてはほぼ同じであり、一部省略されたステージもあったが、ステージ間のグラフィックノベルもほぼ収録されている。
音楽はトム・キングスレーが担当した。

### 移植版
2009年、Xbox Originals の一環としてXbox 360でもプレイ可能となった。また2012年にはPS2クラシックの一環として PlayStation 3で、また2016年には PlayStation 4でもプレイ可能となった。2021年にはXbox One と Xbox Series X/S でもプレイ可能である。
2012年4月6日に、Android及びiOS向けに、PC移植版として『Max Payne』がリリースされることが発表された。iOS版は2012年4月13日にリリースされたが、Android版は延期され同年6月14日のリリースとなった。

## リリース
本作は2001年7月23日にWindows版がリリースされ、その後、Rockstar Gamesによって同年12月にPlayStation 2版とXbox版がリリースされた。2002年7月にはMacSoftとFeral Interactiveにより、Mac OS版もリリースされた。当初はドリームキャスト版も出る予定であったが、本体の販売終了に伴い、キャンセルとなった。
本作の売上は発売初月で約8.2万本に達した。2001年中においてアメリカ国内売上は300,782本（金額で1380万ドル）で、これは同年において第19位の記録であった。
2006年までにアメリカ国内においてPC版が43万本（1690万ドル）、PS2版が160万本（5600万ドル）を、それぞれ売り上げた。EdgeとNext Generationによれば、2000年から2006年にかけて発売されたゲームにおいて、本作のPC版は国内売上33位、PS2とXbox、キューブ向けとしては26位であった。
イギリスのゲーム業界団体ELSPAはPC版に「Silver賞」、PS2版に「Gold賞」を授与した。これはイギリス国内で10万本以上（Silver賞）、20万本以上（Gold賞）を達成したことを示している。
最終的に本作の累計出荷数は400万本となった。

## 評価
本作は非常に好評を博した。AllGameはゲームの雰囲気、ステージ、サウンドデザインを称賛した。一方で、「ストーリーは、時に予想ができ、常套句（clichés）ばかりである」とし、「アクションと、単純だが適切なストーリーが完全に融合しているHalf-Lifeとは異なり、『マックス・ペイン』では頻繁にゲームから引き離され、酷い絵のグラフィックノベルを見せられながら、陳腐なセリフまで聞かせられる」と指摘した。
また、このレビューではリプレイ要素やマルチプレイヤーモードがないことも指摘した。
Edgeは、賛否両論のレビューを行い、「バレットタイム」システムをうまくコアに組み込んだと評価する一方で、直線的で浅いステージデザインを批判した。
グラフィック面については高解像度テスクチャは概ね称賛されたがキャラクターモデルに関してはアニメーションによる表情描写が無かったことが指摘された（IGNは「（主人公の）険しい表情は便秘の時のようだ」と批判した）。
IGNは、「本作は読者から非常に多くの票を集めたために、2001年にはベスト・マックス・ペイン部門を新設するほどであった」と述べている。
同サイトではまた「PlayStation 2のゲームランキングとして96位であり、ゲーマーは「バレットタイム」という言葉を聞いた時、『マトリックス』ではなく『マックス・ペイン』を思い浮かべる」と述べている。
2001年度のベストアクションゲーム部門とベストグラフィック部門に本作を選んだPC Gamer USは、「背筋が凍るような、爽快で、シュールな」ゲームとまとめた。
GameSpotは、2001年度におけるコンソールゲームのランキングで、本作を6位とした。また、同誌の年間ベストXboxゲームにおいては、ベストストーリーとベストシューティング部門で次点とした。
PS2版は、パフォーマンスの限界に挑んだがために、描写欠けや処理速度の低下といった問題が生じた。また、PS2版はRAMへの負担軽減のためにステージが細かく分割されており、IGNは「ストーリーの流れと緊張感を大きく損なう」原因となったと指摘した。この点を除けば、PC版から大半の内容が維持された忠実な移植であった。PC版とXbox版には9.2点を与えたGameSpotはPS2版を8.0/10点とし、「もしあなたが、この強烈で独創的なアクションゲームをPS2以外のプラットフォームでプレイできないのであれば、PS2ですべきだーー　ただし、デフォルト設定のままでだ」と評した。
Next Generation誌においてジェフ・ランドリガンは5点満点中4点とし、「『マックス・ペイン』は完璧ではない。が、これほどプレイが楽しく、シミュレーションの本質を正しく捉え、あるいは度を超えたクールさを持つゲームは、これまでにほとんど無かったものである」と評した。
モバイル版は賛否両論であった。グラフィックのHD化が評価される一方で、ゲームの古臭さやタッチ操作の問題点が指摘された。

## 続編とシリーズ化
2003年に続編『Max Payne 2: The Fall of Max Payne』がリリースされた。2012年にはRockstar Games社が制作・販売で『マックス・ペイン3』がリリースされた。
2008年に本作を原作とした映画『マックス・ペイン』が公開され、マックス・ペイン役をマーク・ウォールバーグ、モナ・サックス役をミラ・クニスが演じた。
2022年にはRockstar社から資金援助を受けたRemedy社が、自社のゲームエンジン「ノースライト」を使用して本作と『Max Payne 2』のリメイク版を開発することが発表された。Windows版、PlayStation 5版, Xbox Series X/S版でのリリースが予定されている。